# Ardem Patapoutian

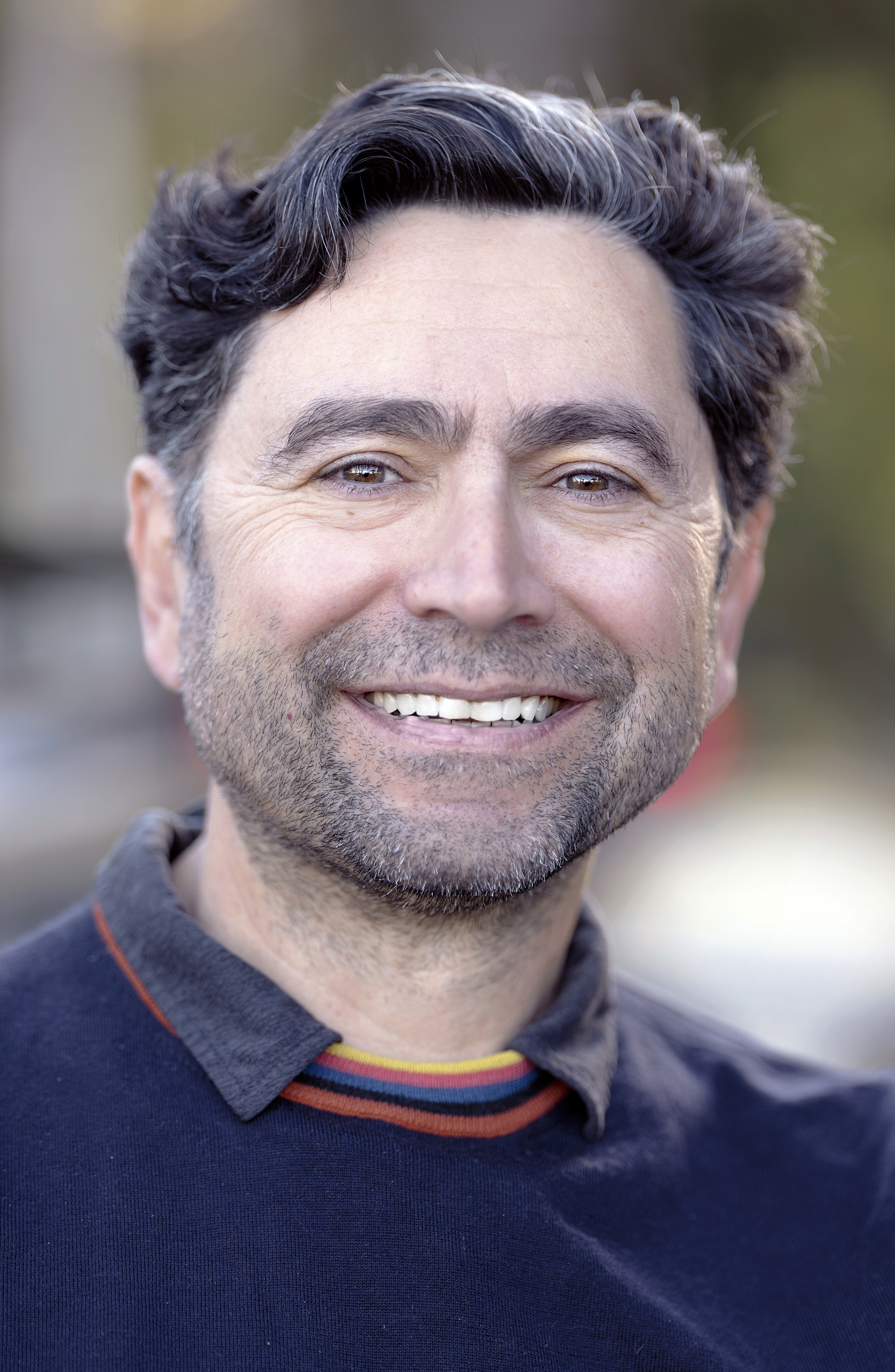
Ardem Patapoutian (2022)

Ardem Patapoutian (armenisch Արտեմ Փաթափութեան; * 1967 in Beirut) ist ein libanesisch-amerikanischer Molekularbiologe und Neurowissenschaftler am Scripps Research in La Jolla, Kalifornien. 2021 wurde ihm zusammen mit David Julius der Nobelpreis für Physiologie oder Medizin verliehen.

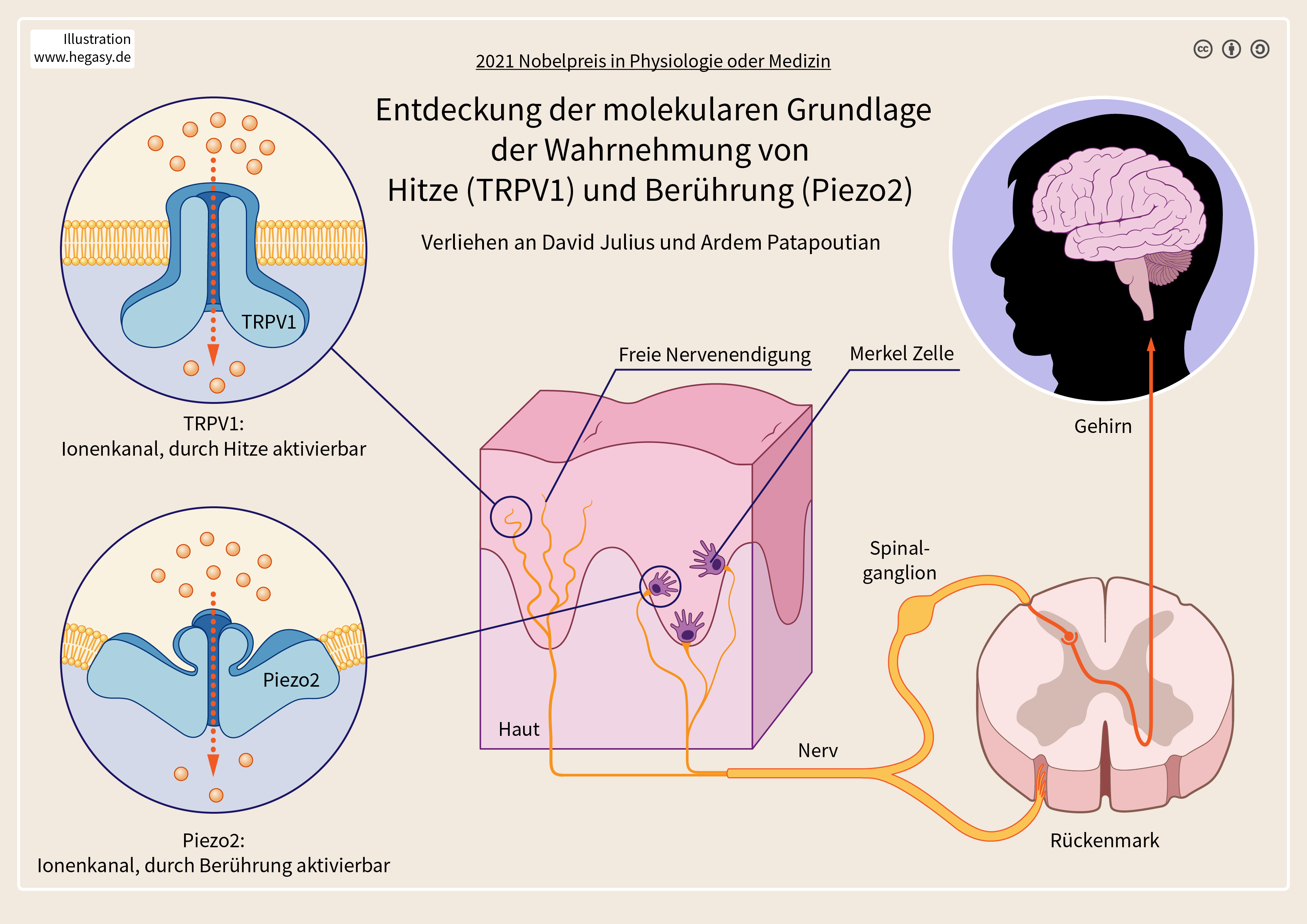
Nobelpreis in Physiologie oder Medizin 2021: Die molekulare Grundlage der Wahrnehmung von Hitze (TRPV1) und Berührung (Piezo2)

## Leben und Wirken
Patapoutian, dessen Eltern zur armenischen Minderheit im Libanon gehören, besuchte die American University of Beirut, bevor er 1986 in die Vereinigten Staaten emigrierte, deren Staatsbürgerschaft er annahm. 1990 erhielt er bei Judy A. Lengyel an der University of California, Los Angeles, einen Bachelor in Zell- und Entwicklungsbiologie, 1996 bei Barbara Wold am California Institute of Technology einen Ph.D. in Biologie. Als Postdoktorand arbeitete Patapoutian bei Louis F. Reichardt am Scripps Research Institute, wo er 2000 eine Professur erhielt. Zwischen 2000 und 2014 hatte er eine zusätzliche Forschungstätigkeit für die Novartis Research Foundation, seit 2014 forscht Patapoutian zusätzlich für das Howard Hughes Medical Institute (HHMI).
Ardem Patapoutian erforscht die Signaltransduktion der Sensorik. Er konnte wesentliche Beiträge zur Identifizierung neuartiger Ionenkanäle und Rezeptoren leisten, die durch Temperatur, mechanische Kräfte oder erhöhtes Zellvolumen aktiviert werden. Patapoutian und Mitarbeiter konnten zeigen, dass diese Ionenkanäle bei der Temperaturempfindung, bei der Berührungsempfindung, bei der Propriozeption, bei der Schmerzempfindung und bei der Regulation des Gefäßtonus eine herausragende Rolle spielen. Jüngere Arbeiten verwenden Techniken der funktionellen Genomik, um mechanosensitive Ionenkanäle zu identifizieren und zu charakterisieren (Mechanotransduktion).
Patapoutian hat laut Google Scholar einen h-Index von 87, laut der Datenbank Scopus einen von 81 (jeweils Stand März 2025). Er ist seit 2016 Fellow der American Association for the Advancement of Science, seit 2017 Mitglied der National Academy of Sciences, seit 2020 der American Academy of Arts and Sciences und seit 2023 Mitglied der American Philosophical Society. 2017 erhielt Patapoutian den W. Alden Spencer Award, 2019 den Rosenstiel Award, 2020 den Kavli-Preis für Neurowissenschaften sowie den BBVA Foundation Frontiers of Knowledge Award in Biologie/Biomedizin. 2021 wurde Ardem Patapoutian gemeinsam mit David Julius mit dem Nobelpreis für Physiologie oder Medizin ausgezeichnet.